# جمیله بوحیرد
جمیله بوحیرد (عربی: جميلة بوحيرد؛ زادهٔ ژوئن ۱۹۳۵ (۸۹ سال)) از زنان مبارز الجزایری بود که در انقلاب الجزایر علیه استعمار فرانسه در نیمه قرن بیستم مستقیماً شرکت داشت. . مادر جمیله تأثیر بسیار زیادی روی او داشت و اولین کسی بود که عشق به وطن را در دل او کاشت و به او آموخت که یک الجزایری و نه یک فرانسوی است. وی در سال ۱۹۵۴ و در آستانه ۲۰ سالگی به جبهه آزادیبخش ملی الجزایر پیوست و جزو اولین نفراتی بود که داوطلب کاشتن مین در جاده‌هایی که فرانسویان استعمارگر تردد می‌کردند و به دلیل فعالیت‌هایش در این زمینه تحت تعقیب بود. او در سال ۱۹۵۷ دستگیر و تحت شدیدترین شکنجه‌ها قرار گرفت ولی مقاومت کرد و خطاب به فرانسویانی که او را شکنجه می‌کردند گفت: می‌دانم که شما مرا به اعدام محکوم خواهید کرد ولی فراموش نکنید که با اعدام من سنت‌های دمکراتیک در کشور خودتان را اعدام می‌کنید ولی شما نمی‌توانید مانع دست یافتن الجزایر به آزادی و استقلال شوید. او پس از گذراندن ۳ سال در زندان‌های الجزایر به فرانسه منتقل شد و در آنجا نیز ۳ سال در زندان بود تا این که سرانجام با بقیه همرزمانش آزاد گردید.

## مبارزات ضد استعماری

### فعالیت‌ها
در حالی که دانش آموزان الجزایری در صف صبحگاهی می‌گفتند «فرانسه مادر ماست»، جمیله فریاد می‌زد «الجزایر مادر ماست». به همین دلیل ناظر مدرسه او را از صف خارج و بشدت مجازاتش می‌کرد ولی او عقب‌نشینی نمی‌کرد و در همین لحظات در او میل به مبارزه متولد می‌شد. بعد از این بود که او برای مبارزه با استعمار فرانسه به جبهه آزادیبخش ملی الجزایر پیوست و بخاطر قهرمانی‌هایش در صدر لیست کسانی بود که تحت تعقیب بودند؛ و سرانجام نیز در سال ۱۹۵۷ در جریان تعقیب مورد اصابت گلوله قرار گرفته و دستگیر شد.

### شکنجه و زندان
شکنجه گران فرانسوی شکنجه او را در داخل بیمارستان شروع کرده و سه روز او را برای لو دادن دوستانش شوک برقی دادند ولی او همه این شکنجه‌ها را تحمل می‌کرد به‌طوری که هر بار از هوش رفته و با به هوش آمدنش می‌گفت «الجزایر مادر ماست». سرانجام شکنجه گران از گرفتن اعتراف از او شکست خورده و در سال ۱۹۵۷ در یک دادگاه فرمایشی او را به اعدام محکوم و روز ۷ مارس ۱۹۵۸ را برای اجرای حکم اعدام مشخص کردند ولی بعد از این که کمیته حقوق بشر سازمان ملل میلیون‌ها تلگرام محکومیت از سراسر جهان دریافت کرد، حکم اعدام او به حبس ابد تبدیل شد.

### آزادی از زندان
جمیله بوحیرد سرانجام در سال ۱۹۶۲ و بعد از آزادی الجزایر از زندان خارج شد. او بعد از آزادی از زندان با جاک فیرجس فرانسوی که وکالت او و سایر رزمندگان جبهه آزادیبخش ملی الجزایر را بعهده داشت ازدواج کرد.

## بعد از استقلال
بعد از استقلال الجزایر جمیله بوحیرد ریاست اتحادیه زنان الجزایری را بعهده گرفت ولی مجبور بود بخاطر مخالفت‌های احمد بن بلا که در آن زمان رئیس‌جمهور الجزایر بود برای هر تصمیم‌گیری و اجرای آن بجنگد. سرانجام به دلیل این که دیگر قادر به تحمل آن وضعیت نبود، استعفا داده و وارد صحنه سیاست و بعد هم از انظار خارج شد و به ندرت در ملأ عام ظاهر می‌شد. او ثابت کرد که جهان هنوز او را سمبلی برای آزادی وطن می‌داند.
سرانجام جمیله بوحیرد از طریق رسانه‌های الجزایری از مردم درخواست کمک برای معالجه بیماری‌های مختلفی که دچار شده بود گردید و این باعث شگفتی بسیاری در مردم الجزایر شد. او سرانجام در مقابل قساوت زمانه و ظلمی که از طرف اطرافیانش به او می‌شد مجبور به دادن پیامی خطاب به مردم و رئیس‌جمهور الجزایر گردید و در آن خواستار هزینه معالجه شد تا بتواند بقیه عمرش را در عزت بگذراند ولی این بزرگترین زن رزمنده عرب پاسخی جز تیرهای زهرآگین از طرف رسانه‌های جمعی الجزایر دریافت نکرد.

## در فرهنگ
بوحیرد در چندین فیلم و نمایشنامه به تصویر کشیده شده است، از جمله:
- جمیله (فیلم) به کارگردانی یوسف شاهین از مصر
- نبرد الجزیره
- مستند وکیل ترور
- نمایشنامه مصیبت جمیله نوشته عبدالرحمن شرقاوی[۹]

## دیدار با دبیرکل حزب الله لبنان
در آذرماه ۱۳۹۲ جمیله بوحیرد با سید حسن نصر الله در لبنان دیدار کرد.